# Hirstionyssidae
Famille
Les Hirstionyssidae  sont une famille d'acariens Parasitiformes Mesostigmata. Elle contient cinq genres et une cinquantaine d'espèces.

## Classification
- Pseudancoranyssus Fain, 1991
- Ancoranyssus Evans & Fain, 1968
- Hirstionyssus Fonseca, 1948
  - Hirstionyssus (Hirstionyssus) Fonseca, 1948
  - Hirstionyssus (Mephitonyssus) Herrin, 1970
- Thadeua Domrow, 1977 nouveau nom de Australolaelaps Womersley 1956 préoccupé par Girault 1925
- Trichosurolaelaps Womersley, 1956